# Tetracnemus perspicuus
Tetracnemus perspicuus is een vliesvleugelig insect uit de familie Encyrtidae. De wetenschappelijke naam is voor het eerst geldig gepubliceerd in 1999 door Hayat & Kazmi.